# اتا خرچنگ
اتا خرچنگ یک ستاره است که در صورت فلکی خرچنگ قرار دارد.